# DEBUG

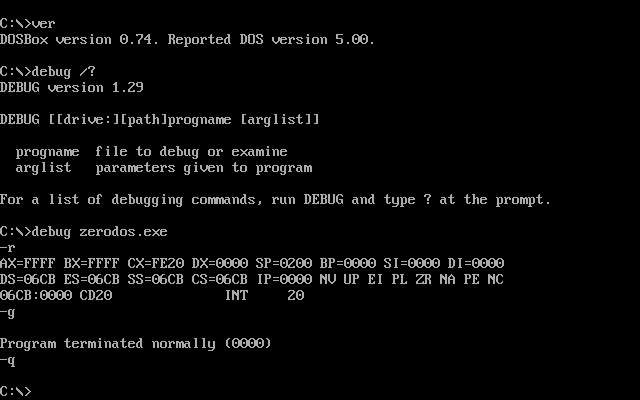
Debug 1.29 in DOSBox 0.74

DEBUG ist ein Systemprogramm zur Fehlersuche (Debugger), das von Tim Paterson für das 86-DOS entwickelt worden ist. Nach der Übernahme durch Microsoft war DEBUG.COM ein steter Bestandteil von MS-DOS, ab MS-DOS Version 3.20 wurde es in DEBUG.EXE umbenannt und war noch bei vielen Versionen des Nachfolgers Windows als Kommandozeilenprogramm zu finden, auch unter den auf Windows 9x folgenden NT-basierten Versionen bis einschließlich Windows 7 (nur 32-Bit-Version, bei Vista auch noch in der 64-Bit-Version „x64“), fehlt allerdings ab Windows 7 x64.
Für kommerzielle Anwendung war das Programm zwar weniger geeignet als richtige Assembler-Programme, aber mit seiner Hilfe konnten Computernutzer, die sich mit den Interna des Gerätes auseinandersetzen wollten, ihr System untersuchen, kleinere Probleme beheben oder kreative Erweiterungen vornehmen. Neben der Möglichkeit, vorhandene Programme Schritt für Schritt auszuführen und sich Speicher- und Laufwerksinhalte direkt anzusehen, gab es auch die Möglichkeit, selbst Programme in der Assemblersprache zu schreiben, die sich allerdings auf den Real Mode des 8086-Prozessors und -Befehlssatzes beschränken mussten.
Auch FreeDOS, das eine freie Nachbildung von MS-DOS darstellt, und andere MS-DOS-Konkurrenten wie DR-DOS (ab Novell DOS 7.0) enthalten jeweils einen ähnlichen Debugger, der mit dem Programm von Microsoft den Namen und die Handhabung vieler Befehle gemein hat. In FreeDOS endet der Programmname des Debuggers, wie auch in IBM PC DOS und sehr frühen MS-DOS Versionen auf die Dateiendung .COM, außerdem enthält FreeDOS noch eine erweiterte Version Namens DEBUGX.COM die es erlaubt Protected Mode (DPMI) Programme zu debuggen. Da die Entwicklung von MS-DOS bereits Ende der 1990er eingestellt wurde, bieten diese Programme teilweise erweiterte Möglichkeiten im Vergleich zum Original.
Das bei Novell DOS 7.0 mitgelieferte DEBUG.EXE unterstützt die Real-Mode-Befehle bis hoch zum Pentium. In den DR-DOS-Versionen vor Novell DOS 7.0 hieß der mitgelieferte Debugger SID und hatte mit dem Debugger von MS-DOS in der Bedienung keinerlei Gemeinsamkeiten.
DEBUG wird wie jedes DOS-Programm gestartet, meist direkt auf dem MS-DOS-Prompt (COMMAND.COM).
```
C:\>
debug
```

MS-DOS-DEBUG nutzt das Bindestrich-/Minus-Zeichen - als Bereitschaftszeichen. Eine typische Ausgabe des Programms, als Beispiel für das Erscheinungsbild, ist z. B.:
```
-
r

AX
=0000  
BX
=0000  
CX
=0000  
DX
=0000  
SP
=FFEE  
BP
=0000  
SI
=0000  
DI
=0000

DS
=176F  
ES
=176F  
SS
=176F  
CS
=176F  
IP
=0100   NV UP EI PL NZ NA PO NC
176F:0100 BEC6DB        
MOV
     
SI
,DBC6

-
```

## Versionsgeschichte
| MS-DOS-Version         | Debug-Befehl | Debug-Version | Anmerkungen                                                       |
| ---------------------- | ------------ | ------------- | ----------------------------------------------------------------- |
| >= 1.0                 | DEBUG.COM    | 1.0           | Nur auf dem IBM PC verfügbar.                                     |
| >= 2.0                 | DEBUG.COM    | 2.10          |                                                                   |
| >= 2.11                | DEBUG.COM    | 2.30          |                                                                   |
| < 3.2                  | DEBUG.COM    | 2.40          |                                                                   |
| >= 3.2                 | DEBUG.EXE    | 2.40          | Dateiformat in 16-Bit-DOS-EXE geändert.                           |
| >= 5.0                 | DEBUG.EXE    | 2.40          | Erstmals integrierte Hilfe mit ? sowie Kommandozeilenhilfe mit /? |
| >= 7.0 bzw. Windows 9x | DEBUG.EXE    | 2.40          |                                                                   |